# Charles Gendebien
Pour les articles homonymes, voir Gendebien.
Le baron Charles Albert Marie Georges Ghislain Gendebien, né le 24 août 1916 et mort le 10 novembre 1984, est un avocat, résistant et homme politique belge.

## Biographie
Il est le fils de Paul Gendebien (1884-1957) et le petit-fils du baron Maurice Pirmez. Il épouse Nicole de Borchgrave d'Altena.
Docteur en droit, il devient avocat à Thuin. Secrétaire général de la Fédération cynologique internationale, il en déplace le siège de Bruxelles à Thuin.
Volontaire de guerre en 1940, il s'engage dans l'Armée secrète en 1941 et est fait prisonnier politique. Libéré, il rejoint l'Espagne pour l'Angleterre, et s'engage dans la Brigade Piron. Il reçoit la croix de guerre, croix des évadés, médaille de la Résistance.

## Mandats et fonctions
- Bourgmestre de Thuin : 1946-1952, 1964-1970
- Membre de la Chambre des représentants de Belgique : 1951-1961
- Questeur de la Chambre des représentants de Belgique : 1956-1960
- Membre du Sénat belge : 1961-1968
- Secrétaire général de la Fédération cynologique internationale

## Sources
- P. Van Molle, "Het Belgisch parlement", p. 153.

- Ressource relative à plusieurs domaines :   - ODIS